# Грюнберг, Макс (музыкант)
Пауль Эмиль Макс Грюнберг (нем. Paul Emil Max Grünberg; 5 декабря 1852, Берлин — 1940, Берлин) — немецкий скрипач и музыкальный педагог.
Учился у Фердинанда Лауба. Играл в Мейнингенской придворной капелле, с 1882 г. был концертмейстером в Оркестре Зондерсхаузена, затем в 1888—1890 гг. в Пражском национальном театре. Перебравшись в 1890 г. в Берлин, до 1905 г. преподавал в Консерватории Клиндворта-Шарвенки (среди его учеников Сесил Бёрли), затем в 1905—1924 гг. в Консерватории Штерна.
Опубликовал «Методику игры на скрипке» (нем. Methodik des violinspiels; 1910, второе издание 1926), «Путеводитель по репертуару для струнных инструментов» (нем. Führer durch die Literatur der Streichinstrumente; 1913) и сборник биографических справок известных скрипачей «Мастера скрипки» (нем. Meister der Violine; 1925).